# Vampyressa nymphaea
Vampyressa nymphaea är en däggdjursart som beskrevs av Thomas 1909. Vampyressa nymphaea ingår i släktet Vampyressa och familjen bladnäsor. Inga underarter finns listade.

## Utseende
Arten når en kroppslängd (huvud och bål) av 54 till 64 mm, saknar svans och väger 11 till 16 g. Underarmarna är 35 till 39 mm långa, bakfötterna är 9 till 12 mm långa och öronen är 14 till 18 mm stora. Håren som bildar pälsen på ovansidan består av tre eller fyra färgavsnitt vad som ger en gråbrun pälsfärg. En lite ljusare och otydlig längsgående strimma på ryggens mitt kan finnas. Typiska är två vita strimmor i ansiktet från hudflikarna på näsan (bladet) till huvudets topp. Dessutom finns gula ställen på öronen nära huvudet, på öronens kant och på näsbladet. På svansflyghuden förekommer några hår.

## Utbredning
Denna fladdermus förekommer i södra Centralamerika och norra Sydamerika. Utbredningsområdet sträcker sig från södra Nicaragua till norra Ecuador. Habitatet utgörs av ursprungliga städsegröna skogar.

## Ekologi
Individerna vilar ofta under stora blad som omvandlas till ett tält. De lever i mindre flockar med en hanne och några honor.

## Hot
I Colombia hotas beståndet av landskapsförändringar. Hela populationen bedöms fortfarande som stor. IUCN kategoriserar arten globalt som livskraftig.